# 黑斑狡蛛
黑斑狡蛛（学名：Dolomedes nigrimaculatus）为盗蛛科狡蛛属的动物。在中国大陆，分布于浙江等地，多见于山区树林落叶层。该物种的模式产地在浙江天目山。